# Andrzej Salamon

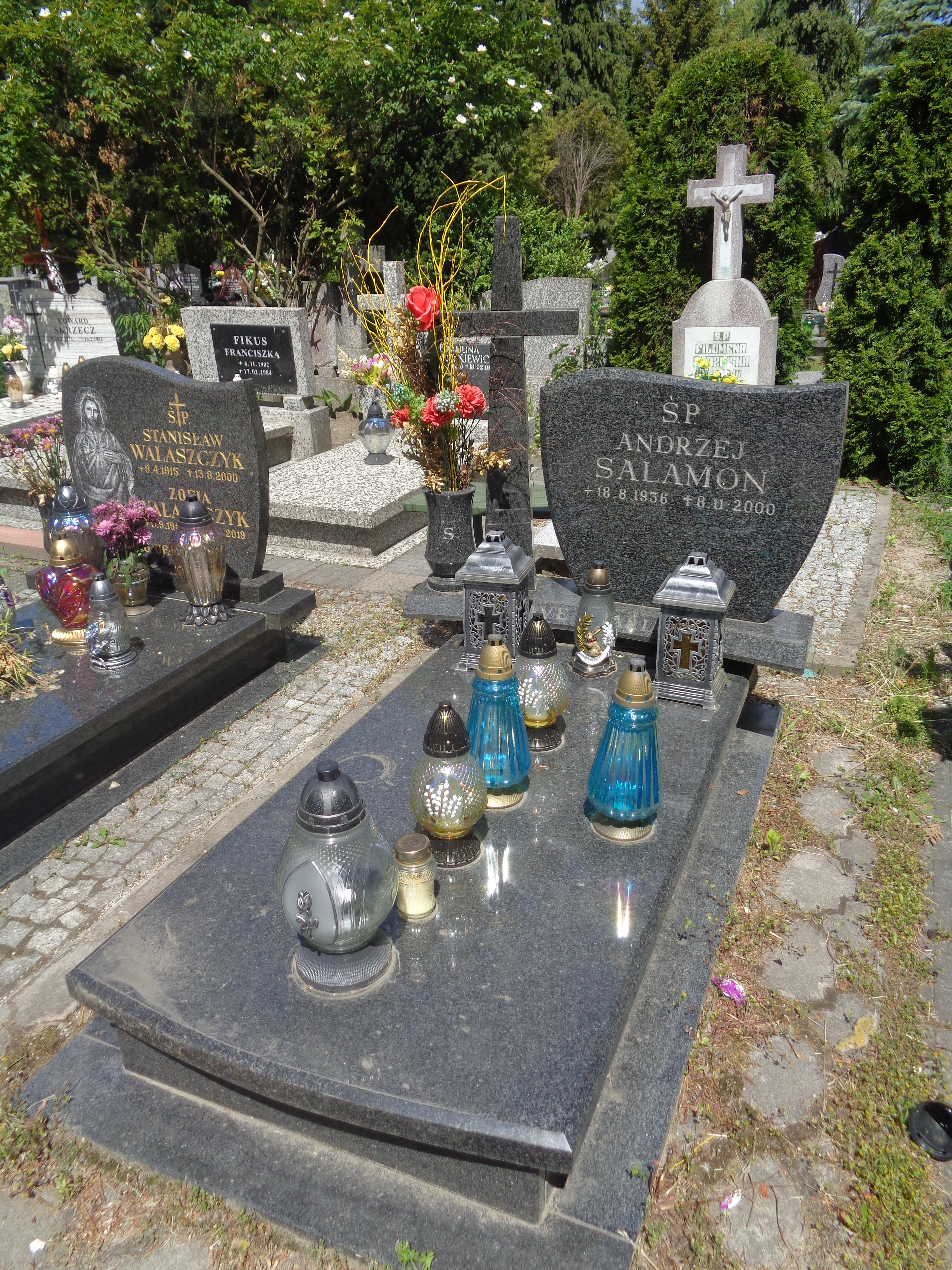
Grób Andrzeja Salamona na cmentarzu Łostowickim w Gdańsku

Andrzej Salamon (ur. 18 sierpnia 1936 w Gdyni, zm. 8 listopada 2000 w Gdańsku) – polski pływak, olimpijczyk z Rzymu 1960.
Specjalista w stylu dowolnym. Najlepszy polski sprinter na przełomie lat 50. i 60. XX wieku. Był pierwszym polskim zawodnikiem który na 100 metrów stylem dowolnym uzyskał czas poniżej 1 minuty. 
Mistrz Polski na dystansie 100 metrów stylem dowolnym w latach 1957, 1959, 1962, 1963. Wielokrotny rekordzista Polski zarówno na basenie 25 m i basenie 50 m. Zwycięzca zawodów Grand Prix w Paryżu w 1959 roku.
Dwukrotny srebrny medalista uniwersjady w wyścigu na 100 metrów stylem dowolnym w roku 1959 i 1961.
Na igrzyskach olimpijskich w 1960 roku wystartował w wyścigu na 100 m stylem dowolnym w którym odpadł w półfinale (uzyskał 10. czas) oraz w sztafecie kraulowej 4 × 200 m (partnerami byli Bernard Aluchna, Jerzy Tracz, Jan Lutomski) w której Polacy odpadli w eliminacjach (uzyskali 9. czas).
Po zakończeniu kariery sportowej działacz sportowy i sędzia sportowy. Odznaczony m.in. Srebrnym Krzyżem Zasługi.
Pochowany na Cmentarzu Łostowickim w Gdańsku (kw. 12-1-5).